# Cystoidea
Los cistoideos (Cystoidea)  son una clase extinta de equinodermos. Vivían fijados al fondo marino por un tallo y se alimentaban filtrando agua.

## Registro fósil
Como muchas otras clases de equinodermos, los cistoideos aparecieron durante el Ordovícico Inferior, alcanzando su mayor diversidad durante el Ordovícico Superior y Silúrico. se extinguieron en el Devónico.

## Características
Los cistoideos recuerdan pequeños mazas ("cyste"). Como sus primos los crinoideos y blastoideos, los cistoideos eran suspensívoros sésiles, alimentándose por filtración de agua. Como la mayoría de los equinodermos, su cuerpo estaba protegido por un conjunto de placas calcáreas encajadas, formando una teca muy sólida, ovoide, estructurada en una simetría pentaradial imperfecta (más raramente trirradial) visible principalmente por las cinco áreas ambulacrales y perforada por muchos poros (probablemente respiratorios, conectados a hidrospiras). 
La boca se situaba en el centro, rodeada por cinco estructuras que irradian como pétalos, de diferentes formas, y que sostienen órganos filtrantes muy ramificados llamados braquiolas, que permitían a los cistoideos filtrar el agua para atrapar el plancton del que se alimentaban. El ano estaba a un lado de la teca.
La teca estaba en el extremo de una varilla hecha de artejos circulares anidados (como en los crinoideos con tallo), el otro extremo del tallo estaba unido al sustrato.

## Taxonomía
La clasificación de cistoideos es:
- Orden Aristocystitida †

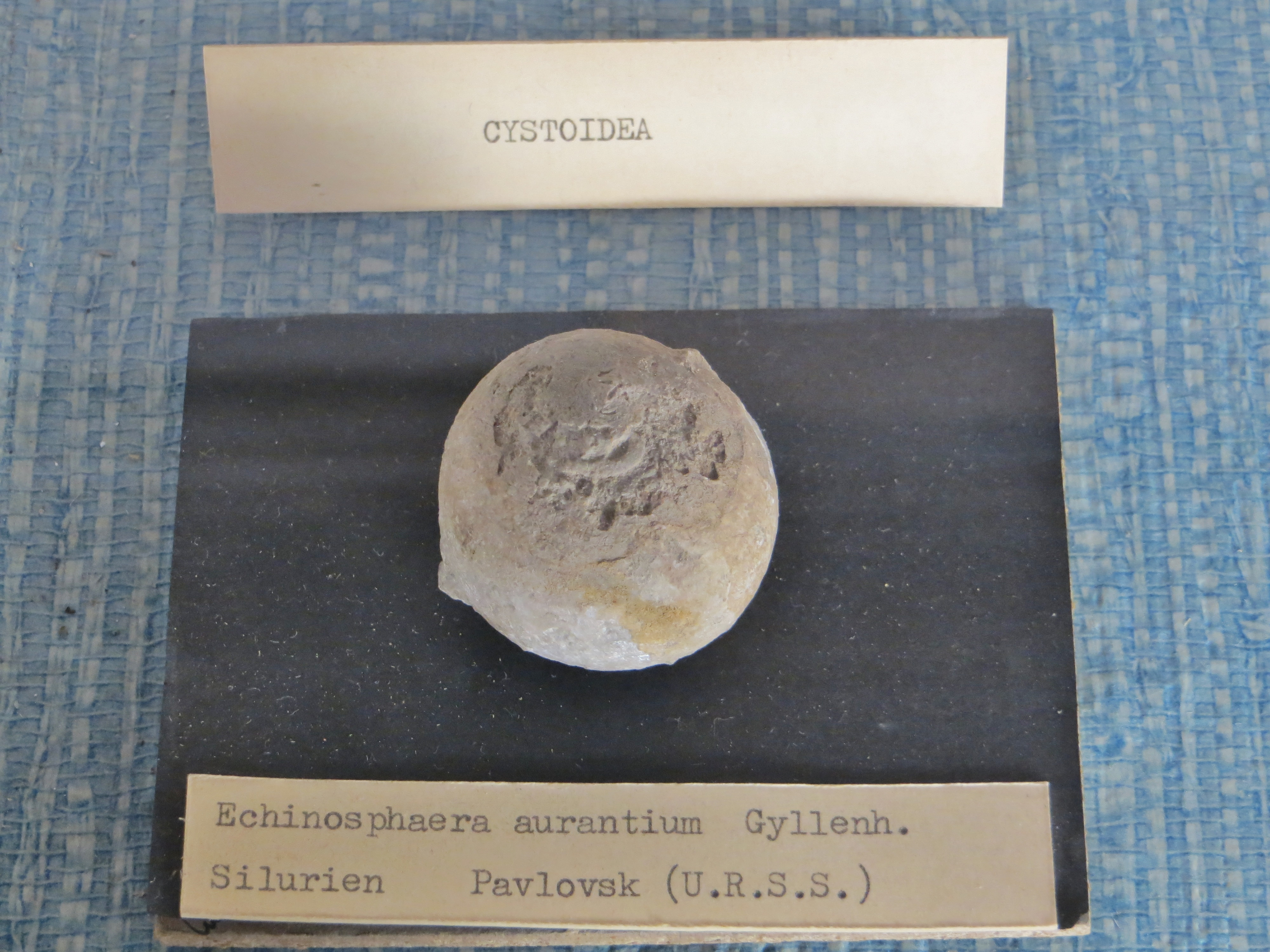
Fósil de Echinosphaera aurantium (Silúrico, MNHN).

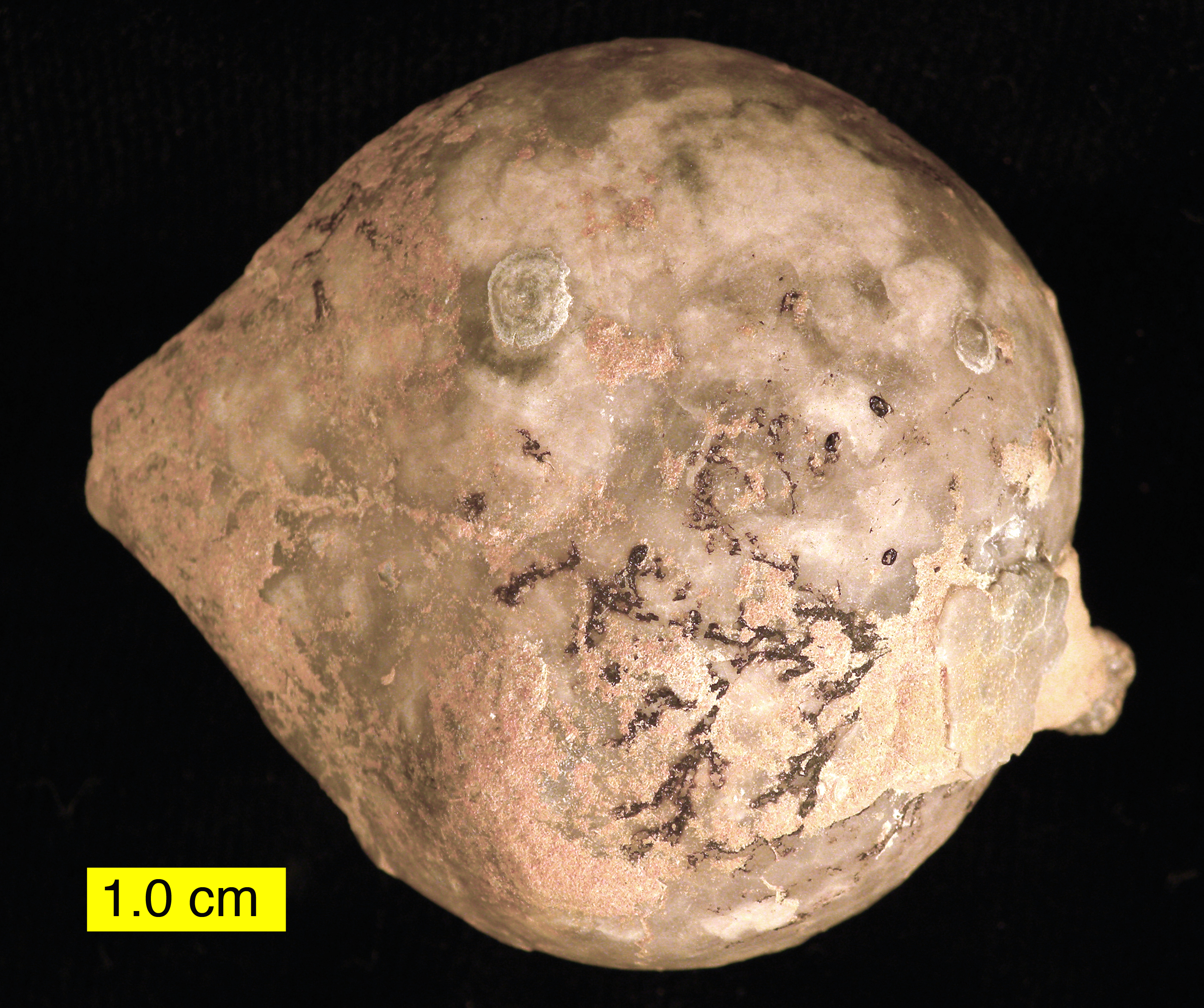
Fósil de Echinosphaerites.

  - Familia Aristocystitidae Neumayr, 1889 †
- Orden Asteroblastida Bather, 1900 †
  - Familia Asteroblastidae Bather, 1900 †
  - Familia Mesocystidae Bather, 1899 †
- Orden Glyptosphaeritida Bernard, 1895 †
  - Familia Dactylocystidae Jaekel, 1899 †
  - Familia Glyptosphaeritidae Bernard, 1895 †
  - Familia Gomphocystitidae Miller, 1889 †
  - Familia Protocrinitidae Bather, 1899 †
- Orden Sphaeronitida Neumayr, 1889 †
  - Familia Parasphaeronitidae Bockelie, 1984 †
  - Familia Sphaeronitidae Neumayr, 1889 †

Géneros sin asignar:
- Género Asperellacystis Stukalina & Hints, 1987 †
- Género Batalleria Chauvel & Melendez, 1978 †
- Género Brightonicystis Paul, 1971 †
- Género Destombesia Chauvel, 1966 †
- Género Eumorphocystis Branson & Peck, 1940 †
- Género Flabellicystis Stukalina, 1979 †
- Género Glyptosphaeronites †
- Género Oanducystis Stukalina, 1979 †
- Género Pemphocystis Chauvel, 1966 †
- Género Phlyctocystis Chauvel, 1966 †
- Género Pyrocystites Barrande, 1887 †
- Género Regnellicystis Bassler, 1950 †